# 朱陽鐆
安丘莊簡王朱陽鐆（1431年—1467年），明朝魯藩安丘長子，追封安丘王，安丘靖恭王朱泰坾的嫡長子。

## 生平
正統九年（1444年）四月，獲賜名陽鐆。景泰二年（1451年）五月，封安丘長子。
成化三年（1467年），朱陽鐆去世，享年三十七歲。成化十二年（1476年）三月，朱陽鐆之子朱當澻襲爵。十一月，朝廷追封朱陽鐆為安丘王，賜諡莊簡。

## 家庭

### 妻妾
- 衛氏，景泰二年（1451年）五月冊為安丘長子夫人[2]。

### 子孫
- 嫡長子：安丘榮順王朱當澻
- 第二子：鎮國將軍朱當洄[5]
  - 孫：朱健㭙[6]
  - 孫：輔國將軍朱健梒
    - 曾孫：奉國將軍朱觀炡（1519年－1602年）
      - 玄孫：鎮國中尉朱頤坿
      - 玄孫：鎮國中尉朱頤壇
      - 玄孫：鎮國中尉朱頤堿
      - 玄孫：鎮國中尉朱頤域
      - 玄孫女：嶧山鄉君[7]

  - 孫：朱健𣟳[8]
- 第三子：鎮國將軍朱當㳂[5]
  - 孫：朱健杅[6]
  - 孫：朱健㯙[9]
- 第四子：鎮國將軍朱當沂[5]
  - 孫：朱健棩
  - 孫：朱健橿[8]